# Gary Gibbons
Gary William Gibbons FRS (Coulsdon, Croydon, Grande Londres, 1 de julho de 1946) é um físico teórico britânico.
Foi eleito membro da Royal Society em 1999.